# آب باریک علیا (تربت حیدریه)
اب باریک علیا (تربت حیدریه)، روستایی از توابع بخش جلگه‌رخ شهرستان تربت حیدریه در استان خراسان رضوی ایران است.

## جمعیت
این روستا در دهستان بالارخ قرار دارد و براساس سرشماری مرکز آمار ایران در سال ۱۳۸۵، جمعیت آن ۶۰ نفر (۱۹خانوار) بوده‌است.